# Metasiodes
Metasiodes és un gènere d'arnes de la família Crambidae.

## Taxonomia
- Metasiodes achromatias Meyrick, 1894
- Metasiodes calliophis Meyrick, 1894
- Metasiodes heliaula Meyrick, 1894
- Metasiodes tholeropa Meyrick, 1894